# Ezechiel Banzuzi
Ezechiel Banzuzi (Zwijndrecht, 2005. február 16. –) holland korosztályos válogatott labdarúgó, az RB Leipzig játékosa.

## Pályafutása

### Klubcsapatokban

#### NAC Breda
Ifjúsági szinten a VVGZ és a NAC Breda korosztályos csapataiban nevelkedett. 2021. október 26-án mutatkozott be a NAC Breda első csapatában a VVV-Venlo ellen a kupában, a 75. percben Pjotr Kestens cseréjeként. 2022. január 8-án az Eindhoven elleni mérkőzés előtt egy Snapchat bejegyzésben utalt egy lehetséges távozásra, ami az utánpótláscsapatba való visszasorolásához vezetett. 2022 februárjában azonban visszakerült az első csapatba. 2022. május 14-én a rájátszásban megszerezte első gólját az ADO Den Haag ellen. Október 22-én megszerezte első bajnoki gólját a Dordrecht ellen 3–0-ra megnyert találkozón.

#### OH Leuven
2023. június 20-án hároméves szerződést írt alá belga Oud-Heverlee Leuven csapatával. Július 29-én mutatkozott be a Charleroi ellen 1–1-re végződő bajnoki mérkőzésen. Október 7-én első bajnoki gólját szerezte meg a Cercle Brugge ellen.

#### RB Leipzig
2025. április 9-én az RB Leipzig hivatalosan bejelentette, hogy 2030. június 30-ig szóló szerződést írt alá Banzuzival, aki július 1. után csatlakozott a klubhoz.

### A válogatottban
Hollandiában született, de kongói származású. A 2022-es U17-es labdarúgó-Európa-bajnokságon ezüstérmet szerzett a válogatottal. A 2025-ös U21-es labdarúgó-Európa-bajnokságon nem lépett pályára, de a keret tagja volt.

## Statisztika
2025. május 23-i állapot szerint.
| Klub       | Szezon   | Bajnokság        | Bajnokság | Bajnokság | Kupa  | Kupa  | Nemzetközi | Nemzetközi | Egyéb | Egyéb | Összesen | Összesen |
| Klub       | Szezon   | Osztály          | Mérk.     | Gólok     | Mérk. | Gólok | Mérk.      | Gólok      | Mérk. | Gólok | Mérk.    | Gólok    |
| ---------- | -------- | ---------------- | --------- | --------- | ----- | ----- | ---------- | ---------- | ----- | ----- | -------- | -------- |
| NAC Breda  | 2021–22  | Eerste Divisie   | 20        | 0         | 2     | 0     | —          | —          | 2     | 1     | 24       | 1        |
| NAC Breda  | 2022–23  | Eerste Divisie   | 31        | 5         | 0     | 0     | —          | —          | 4     | 1     | 28       | 2        |
| NAC Breda  | Összesen | Összesen         | 51        | 5         | 2     | 0     | 0          | 0          | 6     | 2     | 59       | 7        |
| OH Leuven  | 2023–24  | Belga Pro League | 37        | 2         | 3     | 1     | —          | —          | —     | —     | 40       | 3        |
| OH Leuven  | 2024–25  | Belga Pro League | 34        | 2         | 2     | 1     | —          | —          | —     | —     | 36       | 3        |
| OH Leuven  | Összesen | Összesen         | 71        | 4         | 5     | 2     | 0          | 0          | 0     | 0     | 76       | 6        |
| RB Leipzig | 2025–26  | Bundesliga       | 0         | 0         | 0     | 0     | —          | —          | —     | —     | 0        | 0        |
| RB Leipzig | Összesen | Összesen         | 0         | 0         | 0     | 0     | 0          | 0          | 0     | 0     | 0        | 0        |
| Összesen   | Összesen | Összesen         | 122       | 9         | 7     | 2     | 0          | 0          | 6     | 2     | 135      | 13       |

1. 1 2  Mérkőzése(i) a rájátszásban.